# Santuario di Portonaccio

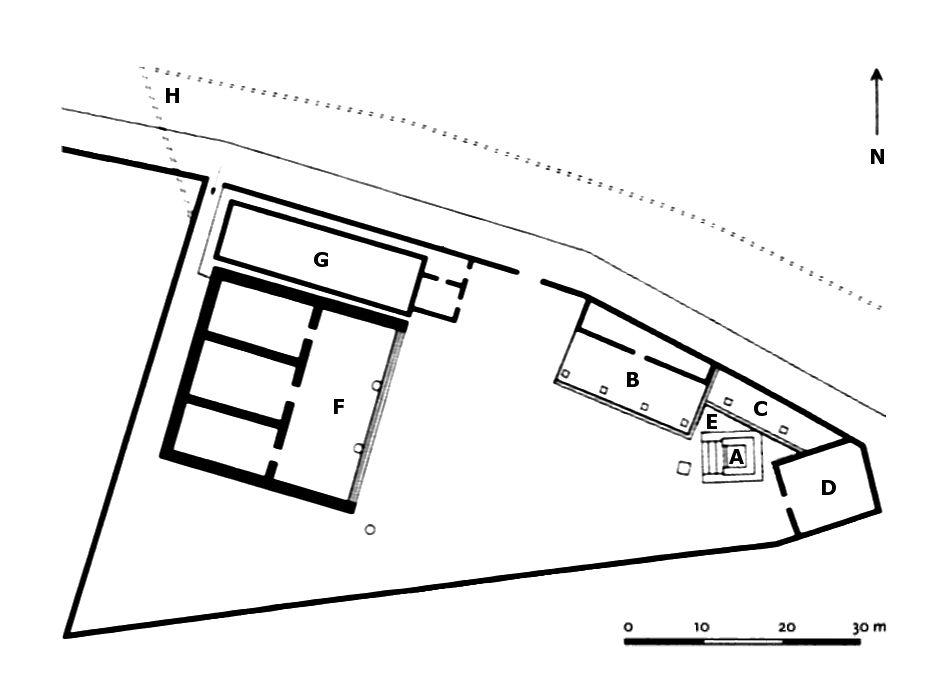
Planimetria del santuario di Portonaccio: (A) Altare (B) Portico (C) Portico (D) Edificio (E) Bothros (F) Tempio (G) Bacino di culto (H) Canale sotterraneo

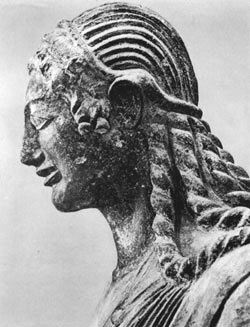
L'Apollo detto di Veio, trovato a Portonaccio

Il santuario di Portonaccio è situato nei pressi dell'antica città etrusca di Veio, a nord di Roma, ed era fra i più venerati di tutta l'Etruria.
La costruzione risale ai primi decenni del VII secolo a.C. ma l'assetto finale è raggiunto intorno alla metà del V secolo a.C., dopo l'erezione nel 510 a.C. circa del tempio dedicato alla dea Menrva, la latina Minerva, ricordata da iscrizioni votive accanto ad altre divinità.
Negli scavi del santuario fu ritrovata la famosa statua fittile dell'Apollo di Veio, attribuito allo scultore etrusco Vulca.

## Storia
Il santuario è stato scavato da Massimo Pallottino negli anni '40, ma le pubblicazioni sono apparse solo decenni dopo ad opera dei suoi studenti. Durante gli scavi sono venute alla luce iscrizioni che testimoniano che il santuario era dedicato alla dea Menrva (Minerva). È anche considerato il santuario del dio Aplu (Apollo), poiché la statua di Apollo è stata scoperta nella sua area nel 1916. Questa statua, che un tempo decorava il costone del tempio, è oggi conservata nel Museo Nazionale Etrusco di Villa Giulia. Un lato del tetto del tempio di Apollo è stato restaurato e ora sovrasta i resti delle mura su un'impalcatura d'acciaio. Il santuario della Menrva si trova nelle vicinanze ed è protetto da un tetto. Dell'antico santuario rimangono solo i muri di fondazione.
Sia in termini di costruzione che di culto, il complesso può essere fatto risalire ai primi due decenni del VII secolo a.C.. Tuttavia, non raggiunse la sua forma definitiva fino alla metà del V secolo a.C..

## Descrizione
Il santuario di Portonaccio è uno dei più antichi e apprezzati di tutta l'Etruria. Si trova di fronte al Fosso della Mola, su un piccolo altopiano tufaceo, non lontano a sud-ovest dell'antica Veio. Il santuario, circondato da un muro di cinta, si trova in una radura ai piedi di una collina su cui correvano le mura della città di Veio. Come in passato, quando ospitava un boschetto sacro, il sito è ancora circondato da boschi. Il santuario era un tempo attraversato per tutta la sua lunghezza da una strada che da Veio portava al Mar Tirreno attraverso le miniere di sale di Veio, il cui tracciato fu poi sostituito da una strada romana, in alcuni punti ancora conservata.
Nel periodo post-classico, nel II secolo a.C., vennero scavate delle cavità nella collina per ottenere materiale da costruzione, ma questo purtroppo portò al crollo della parte centrale del complesso sovrastante. Per costruire il complesso, che oggi è stato restaurato, è stato necessario sollevare i singoli elementi dell'edificio dalle cavità, blocco per blocco.
Il santuario di Portonaccio è senza dubbio uno dei più importanti siti di reperti etruschi, tra cui ceramiche e altri oggetti con caratteri etruschi, sculture in terracotta e altri elementi decorativi.

### Il Santuario di Minerva
Il nucleo più antico del santuario si trovava nella parte orientale dell'altopiano di tufo ed era dedicato al culto della dea Menrva. Era venerata sia sotto l'aspetto profetico (oracolo) sia come protettrice dei giovani e della loro integrazione nella comunità. In onore della dea - come indicano le iscrizioni votive rivolte ad altre divinità (come Rath = Apollo, Aritimi = Diana, Turan = Venere) - tra il 540 e il 530 a.C. fu eretto un piccolo tempio con un'unica cella sul sito della più antica struttura muraria. Si ergeva su una sottostruttura in muratura piuttosto massiccia che doveva livellare un affioramento roccioso che sporgeva dall'altopiano di tufo. Il tempio conteneva anche un altare quadrato con bothros (mangiatoia sacrificale), un portico d'ingresso e una scalinata che scendeva sulla strada.
Numerosi e di grande valore sono i reperti rinvenuti nel santuario di Menrva: offerte votive in ceramica, avorio e bronzo. Sono degne di nota le ceramiche le cui iscrizioni dedicatorie di personaggi importanti (come Lars Tolumnio o Aulo Vibenna) - attratti dalla fama dell'oracolo di Menrva - fanno pensare a un lungo viaggio da città lontane (come Vulci, Castro o Orvieto). È eccezionale un'eccellente donazione di ceramica dipinta a colori del 500 a.C., che raffigura l'apoteosi di Hercle (Eracle) alla presenza della sua dea protettrice Menrva.

### Tempio di Apollo
Nella parte occidentale del santuario di Portonaccio fu eretto intorno al 510 a.C. il tempio di Apollo a tre celle, il primo tempio in Etruria ad essere costruito in ordine toscano. Il tentativo di ricostruzione di Giovanni Colonna e Germano Foglia del 1993 si presenta come segue: il tempio a podio, con un podio relativamente basso, aveva una pianta quadrata con lati lunghi 18 metri. Nella parte anteriore c'era quindi un pronao profondo 7,30 metri tra le antenne che portavano al fronte e che fiancheggiava due colonne. Due ulteriori colonne dividevano questo pronao in tre ingressi al naos vero e proprio. L'area posteriore, profonda 9,10 metri, è stata poi suddivisa in tre celle adiacenti. Le proposte di ricostruzione più antiche, invece, ipotizzavano una prostasi profonda due posizioni di colonna, cioè una posizione di colonna a tutta larghezza davanti, dietro la quale c'era forse una sola cella fiancheggiata da due file laterali di colonne (alae, "ali").
I lavori di restauro del tempio sono stati eseguiti sulla base delle presunte dimensioni originali e hanno permesso di conoscere bene la struttura e il metodo di costruzione, nonché la collocazione delle decorazioni originali. Il tempio era ornato da eccezionali decorazioni in terracotta colorata, tra cui un gruppo di statue come acroterio con Turms (Ermes), Aplu (Apollo), Hercle (Ercole) e probabilmente Letun (Latona) con il figlio Aplu bambino in braccio.
Il lato ovest del tempio di Apollo era delimitato da un grande bacino d'acqua (lungo 20 metri per lato) e dietro di esso un grande spazio aperto con un boschetto sacro, chiuso a est da una grande piattaforma. Il bacino idrico era alimentato da una sorgente attraverso canali sotterranei, i cosiddetti cuniculi, visibili ancora oggi. Costruito con la tecnica dei blocchi e poi intonacato con argilla impermeabile, ha probabilmente avuto un ruolo di primo piano nelle cerimonie rituali.
Gli atti rituali, uniti alle cerimonie di purificazione, erano soprattutto rivolti ad Apollo/Rath sotto il suo aspetto profetico oracolare ispirato al modello delfico. Associato ad Aplu (Apollo) era l'eroe divinizzato Hercle (Eracle) e forse anche Tinia (Giove).

## Ritrovamenti archeologici
I reperti archeologici risalgono alla fine del VI secolo a.C. e comprendono pannelli di rivestimento, decorazioni in terracotta, affreschi in terracotta che decorano le pareti della camera, tegole frontali (antefisse) alla gronda con teste scolpite di Gorgoni e Menadi e, soprattutto, gruppi di statue in terracotta, tra le quali quella raffigurante Apollo di Veio.
L'acroterio di colmo del tetto a capanna e anche le tegole terminali possono essere attribuite a un'unica bottega, probabilmente quella del celebre artista Vulca - noto per la tradizione di Plinio, secondo cui fu coinvolto nella decorazione del Tempio Capitolino a Roma. Il primo tempio di Giove Capitolino fu commissionato dal re etrusco Tarquinio Superbo e dedicato nel 509 a.C..
I mattoni frontali hanno una funzione puramente decorativa, mentre i cerchi tematici degli ornamenti sono stati deliberatamente scelti per onorare il dio Apollo attraverso importanti scene della mitologia. Tra questi, la battaglia di Apollo contro Eracle per la cerva di Cerinea con le corna d'oro e Latona che porta in braccio il figlio Apollo. Altri gruppi di terracotta con, ad esempio, teste di Hermes non sono ancora stati formalmente identificati.